# صدای فراگیر ۵٫۱ کاناله

رایج ترین پیکربندی بلندگو برای ۵.۱ کانال. توسط Dolby Digital ، SDDS ، DTS ، THX ، و Pro Logic II استفاده شده است. مربع سفید، مکان فرد شنونده است. هر مربع سیاه یک بلندگو را به تصویر می کشد. بلندگوی مرکزی در خط بالای مربع برای دیالوگ استفاده می شود. بلندگوهای چپ و راست در دو طرف بلندگوی مرکزی برای ایجاد صدای استریو برای موسیقی و سایر جلوه های صوتی در فیلم استفاده می شوند. بلندگوهای فراگیر چپ و راست جلوه صدای فراگیر را ایجاد می کنند.

صدای فراگیر ۵.۱ ("پنج و یک") کاناله نام رایج سیستم های صوتی فراگیر است. ۵.۱ کانال رایج ترین چیدمان مورد استفاده در سینمای خانگی است  که از پنج کانال با پهنای باند کامل و یک کانال اثرات فرکانس پایین ("نقطه یک") استفاده می‌کند. Dolby Digital ، Dolby Pro Logic II ، DTS ، SDDS و THX، همگی سیستم‌های ۵.۱ کاناله رایج هستند. ۵.۱ همچنین جزء استاندارد صدای فراگیر پخش دیجیتال و موسیقی است.
همه سیستم‌های ۵.۱ از کانال‌ها و پیکربندی بلندگوهای یکسانی استفاده می‌کنند که دارای یک جفت بلندگوی جلوی چپ و راست، یک بلندگوی مرکزی، دو بلندگوی فراگیر پشت (چپ و راست) و کانال جلوه‌های فرکانس پایین طراحی‌شده برای ساب ووفر هستند.

## تاریخچه
یک نمونه اولیه برای صدای فراگیر پنج کاناله که بعدها "صدای کوینتافونیک" نامگذاری شد، در فیلم تامی در سال 1975 استفاده شد.
تاریخچه صدای ۵.۱ کاناله بر میگردد به سال1976 میلادی،  هنگامی که آزمایشگاه دالبی استفاده قطعه از شش آنالوگ موسیقی متن مغناطیسی بر اصلاح تاد-AO 70 میلی متر چاپ فیلم . کاربرد دالبی از رمزگذاری ماتریس نوری در سال 1976 (منتشر شده در فیلم Logan's Run ) از split surround استفاده نکرد و بنابراین 5.1 نبود. دالبی برای اولین بار از اسپلیت فراگیر با 70 استفاده کرد فیلم میلی متر، به ویژه در سال 1979 با آخرالزمان اکنون . به جای پنج کانال صفحه نمایش و یک کانال فراگیر با فرمت Todd-AO، Dolby Stereo 70 mm Six Track سه کانال صفحه نمایش، دو کانال فراگیر با گذر بالا و یک کانال فراگیر با فرکانس پایین به صورت تک صدایی با دو کانال فراگیر ارائه کرد.
وقتی صدای دیجیتال روی 35 اعمال شد چاپ های منتشر شده میلی متر، با بازگشت بتمن در سال 1992، طرح 5.1 پذیرفته شد. توانایی ارائه صدای 5.1 یکی از دلایل کلیدی استفاده از 70 بوده است میلی متر برای نمایش پرستیژ. ارائه صدای دیجیتال 5.1 در 35 میلی متر به طور قابل توجهی استفاده از 70 بسیار گران قیمت را کاهش داد فرمت میلی متری صدای دیجیتال و فرمت 5.1 در سال 1990 توسط KODAK و Optical Radiation Corporation با انتشار Days of Thunder و The Doors با استفاده از فرمت CDS (صدای دیجیتال سینما) معرفی شد.
فراگیر دیجیتال 5.1، به شکل Dolby Digital AC3 و DTS، در چندین نسخه LaserDisc در اواسط دهه 90 ظاهر شد، که از اولین آنها می توان به Clear and Present Danger و Jurassic Park اشاره کرد (این دومی دارای هر دو نسخه AC3 و DTS است). بسیاری از نسخه‌های دی‌وی‌دی دارای آهنگ‌های Dolby Digital تا ۵.۱ کانال هستند که به دلیل اجرای Dolby Digital در توسعه فرمت DVD است. بعلاوه، برخی از دی وی دی ها دارای تراک های DTS هستند که اکثر آنها میکس های 5.1 کانالی هستند (البته تعداد کمی از نسخه ها دارای 6.1 " ماتریس " یا حتی 6.1 آهنگ مجزا هستند). سینمای بلوری و دیجیتال هر دو دارای قابلیت هشت کانال هستند که می توان از آن برای ارائه صدای فراگیر 5.1 یا 7.1 استفاده کرد . 7.1 پسوند 5.1 است که از چهار ناحیه فراگیر استفاده می کند: دو ناحیه در طرفین و دو ناحیه در پشت.
یک سیستم صدای فراگیر دیجیتال 5.1 نیز در سال 1987 در کاباره پاریسی مولن روژ که توسط مهندس فرانسوی دومینیک برتراند ساخته شد، استفاده شد. برای دستیابی به چنین سیستمی در سال 1985 باید یک کنسول میکس اختصاصی با همکاری Solid State Logic بر اساس سری 5000 آنها و بلندگوهای اختصاصی با همکاری APG طراحی می شد. این کنسول شامل کانال های ABCDEF بود. به ترتیب: A چپ، B راست، C مرکز، D عقب چپ، E عقب راست، F باس. همین مهندس قبلاً در سال 1973 سیستم 3.1 مشابهی را برای استفاده در اجلاس رسمی بین المللی کشورهای فرانسه زبان در داکار توسعه داده بود .

## کاربرد

### ترتیب کانال
ترتیب کانال‌ها در یک فایل ۵.۱ در قالب‌های فایل متفاوت است. ترتیب در فایل‌های WAV به صورت (کامل نیست)، بلکه به صورت جلو چپ، جلو راست، مرکز، جلوه‌های فرکانس پایین، فراگیر چپ، فراگیر راست است.

### موسیقی

پیکربندی پیشنهادی برای گوش دادن به موسیقی ۵.۱ کاناله

در موسیقی، هدف اصلی صدای فراگیر ۵.۱ کاناله، جای‌گیری و برابری مناسب همه منابع آکوستیک برای مخاطبی است که در مرکز قرار دارد. بنابراین، در حالت ایده آل باید از پنج بلندگوی همگام استفاده شود.
برای پخش موسیقی ۵.۱ کاناله، اتحادیه بین المللی مخابرات (ITU) پیکربندی زیر را توصیه می کند (ITU-R BS 775):
- پنج بلندگو با همان اندازه برای جلو، مرکز و فراگیر
- فاصله یکسان از شنوندگان برای هر پنج بلندگو
- تنظیم زاویه با توجه به جهت دید مخاطب: مرکز ۰ درجه، جلو ۲۲.۵± درجه برای فیلم‌ها و ۳۰± درجه برای موسیقی، فراگیر ۱۱۰± درجه